# Normal (Illinois)
Pour les articles homonymes, voir Normal.
Normal est une ville du comté de McLean, dans le centre de l'Illinois, sur l'historique Route 66. Elle forme une région métropolitaine avec la ville adjacente de Bloomington.

## Démographie
L'enseignement supérieur joue un rôle important dans la vie locale. Elle doit son nom à la première université de l'Illinois qui fut fondée ici dans les années 1850, l'université normale d'État de l'Illinois, renommée plus simplement université d'État de l'Illinois. C'est également à Normal que se trouve, depuis 1988, l'ancienne et unique usine automobile de Mitsubishi Motors aux États-Unis. Celle-ci a été rachetée en janvier 2017 par le constructeur Rivian.

## Transports
Normal est desservie par un aéroport, Central Illinois Regional Airport.

## Personnalité liée à la ville
- Ralph Eugene Meatyard, photographe, y est né en 1925.

## Jumelages
- Asahikawa (Japon)
- Vladimir (Russie)

## Source
- (en) Cet article est partiellement ou en totalité issu de l’article de Wikipédia en anglais intitulé « Normal, Illinois » (voir la liste des auteurs).

1. ↑  (en) « Population and Housing Unit Estimates » (consulté le 18 juillet 2019)
2. ↑  (en) « U.S. Decennial Census » [archive du 26 avril 2015], Census.gov (consulté le 5 juin 2013)
3. ↑  (en) « Population Estimates », Bureau du recensement des États-Unis (consulté le 31 janvier 2015)